# Hino Nacional da República Quirguiz
O Hino Nacional da República Quirguiz (em quirguiz: Кыргыз Республикасынын Мамлекеттик Гимни, transl. Kyrgyz Respublikasynyn Mamlekettik Gimni; em russo: Государственный гимн Киргизской Республики) foi aprovado em 1992, como hino nacional do Quirguistão. A música foi composta por Nasyr Dawlesow e Kalyý Moldobasanow, e a letra foi escrita por Jalil Sadykow e Eşmambet Kuluýew.